# Bertoaldo di Canterbury
Bertoaldo (Berthwald; ... – 13 gennaio 731) fu il nono arcivescovo di Canterbury ed è venerato come santo dalla Chiesa cattolica e ortodossa.

## Biografia
Nel 679 divenne abate del monastero di Reculver, nel Kent. Fu eletto arcivescovo di Canterbury il 1º luglio 692: la sede era rimasta vacante per due anni dopo la morte di Teodoro di Tarso a causa dell'instabilità politica terminata solo con l'incoronazione di Wihtred del Kent.
In questa nuova veste, Bertoaldo eresse la diocesi di Sherborne e si adoperò affinché l'arcivescovo di Canterbury fosse riconosciuto come primate dei territori britannici. Grazie al suo stretto rapporto con il re del Kent, assicurò che la chiesa fosse esentata dal pagare le tasse grazie a una legge del 695. Si oppose ai tentativi di riforma di Vilfrido e, soprattutto, ai suoi tentativi di insediarsi nuovamente nella sede di York.

## Genealogia episcopale e successione apostolica
La genealogia episcopale è:
- Arcivescovo Gonduino di Lione
- Arcivescovo Bertoaldo di Canterbury

La successione apostolica è:
- Vescovo Tobias di Rochester (693)
- Vescovo Aldheim di Malmesbury (705)
- Vescovo Daniel di Winchester (705)
- Vescovo Aldwulf di Rochester (727)